# مسابقه بزرگ کهکشان
مسابقه بزرگ کهکشان یک مسابقه تلویزیونی داستان‌محور تولیدشده در گروه اجتماعی شبکه پنج است. کهکشان نخست مخاطب را با ابعاد بازی خود درگیر کرده و سپس کم‌کم ، ابعاد داستانش را به مخاطب معرفی می‌کند.
داستان این مجموعه حول محور پارسا عالمی می گردد که می خواهد پدرش را پیدا کند. این داستان ، از یک سفر به ماه در سال ۱۴۲۵ شروع می شود که ماموریت آن استخراج ماده ای به نام هلیوم c که سوخت آینده جهان است می باشد. مامان ستاره نخستین زن ایرانی است که در سفینه ساخت ایران به فضا سفر می کند. در این میان، پس از اتمام کارش ، برای پسرش هادی از خاطرات، پیش بینی ها ، نگرانی ها و مهم تر از همه ، آرزویش که ساخت ماشین زمان است می نویسد. مامان ستاره معتقد است که در آینده ما انسان ها پیشرفت زیادی در علم و فناوری خواهیم کرد که زندگی و ارتباطات را برایمان خیلی آسان می کند؛ ولی در عوض منابعی که به ما برای پیشرفت داده می شود، چیز های خیلی مهم تری از ما گرفته می‌شود. مامان ستاره معتقد است که باید گذشته مان را بشناسیم تا بتوانیم آینده مان را بسازیم. به همین دلیل هم می خواست ماشین زمان را بسازد تا از گذشته اطلاعات ارزشمندی برای آیندگان بیاورد. برای همین مامان ستاره در کتابش برای هر مفهوم نشانه ای می گذارد و آن ها را در گوی هایی که محفظه هلیوم c بودند قرار می‌دهد.
عمر مامان ستاره قد نداد که اختراع ماشین زمان را ببیند ، ولی پسرش هادی، به کمک نوه اش پارسا که متولد ۱۴۶۰ است ، این اختراع را کامل می کند و در یکروز سرد پاییزی در سال ۱۴۷۰ ، هادی درون ماشین زمان رفته و دیگر بر نمی گردد.
در این مدت، پارسا سعی می کند از طرفی ماشین زمان را تصحیح کرده و از طرف دیگر رابطه بین نشانه های کتاب و پیدا کردن پدرش را بیابد.
اکنون سال ۱۵۰۱ است و پارسا یک سالی است که با کمک شرکت کنندگان به سوی یافتن پدر خود شتافته است.
فصل اول این مسابقه با اجرای نیما فلاح پنج شنبه‌ها و جمعه‌ها و فصل دوم با اجرای سپند امیرسلیمانی جمعه‌ها و شنبه‌ها ساعت ۲۱ از شبکه پنج سیما پخش شد. فصل سوم نیز با اجرای محمد مختاری در نوروز و رمضان ۱۴۰۲ ، هر شب ساعت ۱۹، ۲۳ و ۹ صبح روی آنتن شبکه پنج و امید سیما رفت.
در این مسابقه شرکت کنندگان باید با برنده شدن در هر چالش ، گوی به‌ دست آورند و دست مزد جمع کنند. در بخش جمع آوری دست مزد، با توجه به تعداد گوی ها زمان دارند که ورق های طلا جمع کنند. (هر گوی ساده ۵ ثانیه و گوی آتشین ۱۰ ثانیه) پس از آن، در صورت حدس درست کلمه رمز ورق های برنز تبدیل به طلا شده و در صورت عدم حدث درست کلمه رمز ، به تعداد ورقه های برنز از ورقه طلا کسر خواهد شد.

## حواشی
در ابتدا قرار بود مسابقه کهکشان با اجرای ارشا اقدسی ضبط شود که بعد از درگذشت او، ضبط این برنامه به تأخیر افتاد و تیم تولید کهکشان با انتخاب یک مجری دیگر (نیما فلاح) در نقش پارسا عالمی، ضبط این برنامه را آغاز کردند.

## فصل دوم
فصل دوم این مسابقه ۷ آبان ۱۴۰۱ روانه آنتن شد و جمعه‌ها و پنجشنبه‌ها ساعت ۲۱ بر روی آنتن شبکه پنج می‌رفت.
مخاطبان در این فصل همانند فصل اول، به ۴ کهکشان سفر می‌کنند که هر کهکشان ۳ اتاق دارد. این اتاق‌ها شامل کارستان، دژ، سیاهچال، درخت جادو، ادبستان، کابوس، سردبیر، چاپخانه، دیدستان، خانوم جون، موسیقی، تلفنخانه، سروستان و باشگاه فضایی می‌باشند.

### بازیگران فصل دوم
- ماشاالله شاهمرادی زاده
- کیمیا گیلانی
- فریبا ترکاشوند
- اصغر حیدری
- علیرضا دانشگر
- علی کاظمی

## فصل سوم
سری جدید مسابقه «کهکشان» ویژه نوروز و رمضان هر شب ساعت ۱۹ با اجرای محمد مختاری و با حضور هنرمندان و ورزشکاران روی آنتن شبکه پنج رفت و همان شب ساعت ۲۳ و روز بعد ساعت ۹ و ۳۰ دقیقه بازپخش گردید.

### بازیگران فصل سوم
- ماشاالله شاهمرادی زاده
- فریبا ترکاشوند
- علی کاظمی
- هستی فرحی
- محمد علی عزیزی
- سیما مطلبی
- عرفان برزین
- علیرضا دانشگر